# Super Robot Taisen OG Saga: Endless Frontier Exceed
Super Robot Taisen OG Saga: Endless Frontier Exceed (無限のフロンティアEXCEED スーパーロボット大戦OGサーガ, Mugen no Furontia Ekushīdo: Sūpā Robotto Taisen OG Sāga) é um jogo eletrônico de RPG desenvolvido pela Banpresto e Monolith Soft e publicado pela Namco Bandai Games. É um spin-off da série Super Robot Wars e uma sequência de Super Robot Taisen OG Saga: Endless Frontier de 2008, tendo sido lançado exclusivamente para Nintendo DS apenas no Japão em 25 de fevereiro de 2010.